# Seipai
Seipai (十八手, dezoito mãos) é o um kata do caratê, praticado originalmente no estilo Naha-te.

## História
Como sucede com a grande maioria das técnicas do karatê, o kata Seipai pode ter suas raízes buscadas na China, onde era treinado pelo estilo Shaolin de chuan fa, cujo nome original seria Shoushi ba. Mais precisamente, crê-se ser seu berço a província de Fujian, pois no dialeto daquela região reflecte de forma precisa o nome, significando sei "dez" e pai, "oito". Diz-se ainda que seria uma continuação do kata Seisan ou, ainda, que seria uma alternativa resumida das técnicas do kata Sanseru. Ou seja, o nome da forma origina-se do modo como os nativos de Oquinaua pronciavam.
No começo do século XXI, o mestre Hirokazu Kanazawa, do estilo Shotokan vem estimulando a prática do kata.

## Características
A nomenclatura já designa a natureza da forma, sua característica principal que faz referência ao número dezoito, ou seja, no kata estão insertas dezoito técnicas de mãos e pernas, cujo fito é confundir o oponente: os movimentos são dissimulados e os ataques não são desferidos diretos à frente mas em posições oblíquas.
Outra leitura é que o Kata tem só 6 das 8 direcções e numa alusão ao número Budista 108: 108 dividindo por 6 é 18 (mãos).  Na perspectiva antiga que o conhecimento deve ser escondido e só passado por treino com um mestre, muito pouco da real aplicação do Kata é perceptível de facto no Kata em si. O Kata seria uma forma de treinar a parte calma da alma, enquanto que a real aplicação das técnicas/ Bunkai: a parte agressiva da alma. Yin e Yang no guerreiro.